# Il meglio sta arrivando
Il meglio sta arrivando è un singolo del cantante italiano Marco Carta, pubblicato nell'aprile 2017 ed estratto dall'album Tieniti forte.

## Tracce
Testi e musiche di Alex Vella, Davide Simonetta, Luca Chiaravalli.
1. Il meglio sta arrivando – 3:29

## Video
Il videoclip della canzone è stato diretto da Alessandra Alfieri.

## Classifiche
| Classifica (2017) | Posizione massima |
| ----------------- | ----------------- |
| Italia            | 47                |